# Europamästerskapen i individuellt förföljelselopp
Europamästerskap i individuellt förföljelselopp har avhållits för herrar och damer sedan 2014 som en del av Europamästerskapen i bancykling och arrangeras av Union Européenne de Cyclisme. Distansen är 4 000 m för båda könen sedan 2025 – dessförinnan körde damerna bara 3 000 m.
Flest segrar på damsidan har Katie Archibald med fyra, medan Corentin Ermenault och Jonathan Milan har två segrar var på herrsidan.

## Podieplaceringar
| År   | Vinnare            | Tvåa                 | Trea                |
| 2014 | Andrew Tennant     | Alexander Evtushenko | Kersten Thiele      |
| 2015 | Stefan Küng        | Domenic Weinstein    | Dion Beukeboom      |
| 2016 | Corentin Ermenault | Filippo Ganna        | Dion Beukeboom      |
| 2017 | Filippo Ganna      | Ivo Oliveira         | Domenic Weinstein   |
| 2018 | Domenic Weinstein  | Ivo Oliveira         | Claudio Imhof       |
| 2019 | Corentin Ermenault | Domenic Weinstein    | Felix Groß          |
| 2020 | Ivo Oliveira       | Jonathan Milan       | Lev Gonov           |
| 2021 | Jonathan Milan     | Lev Gonov            | Claudio Imhof       |
| 2022 | Nicolas Heinrich   | Davide Plebani       | Manlio Moro         |
| 2023 | Jonathan Milan     | Daniel Bigham        | Tobias Buck-Gramcko |
| 2024 | Daniel Bigham      | Charlie Tanfield     | Rasmus Pedersen     |
| 2025 | Josh Charlton      | Ivo Oliveira         | Michael Gill        |

| År   | Vinnare          | Tvåa               | Trea               |
| 2014 | Katie Archibald  | Mieke Kröger       | Vilija Sereikaitė  |
| 2015 | Katie Archibald  | Élise Delzenne     | Ciara Horne        |
| 2016 | Katie Archibald  | Justyna Kaczkowska | Anna Turvey        |
| 2017 | Katie Archibald  | Justyna Kaczkowska | Silvia Valsecchi   |
| 2018 | Lisa Brennauer   | Katie Archibald    | Justyna Kaczkowska |
| 2019 | Franziska Brauße | Lisa Brennauer     | Katie Archibald    |
| 2020 | Neah Evans       | Martina Alzini     | Silvia Valsecchi   |
| 2021 | Lisa Brennauer   | Marion Borras      | Mieke Kröger       |
| 2022 | Mieke Kröger     | Lisa Brennauer     | Vittoria Guazzini  |
| 2023 | Franziska Brauße | Josie Knight       | Mieke Kröger       |
| 2024 | Josie Knight     | Franziska Brauße   | Anna Morris        |
| 2025 | Anna Morris      | Vittoria Guazzini  | Mieke Kröger       |